# モスクワ包囲戦 (1382年)
モスクワ包囲戦は、1382年8月にトクタミシュ・ハン率いるモンゴル軍（タタール軍）とモスクワ軍の間で行われた戦闘。
トクタミシュの謀略によって数日の包囲戦を経てモスクワは陥落し、2年前に史上初めてモンゴル軍に勝利を収めた（クリコヴォの戦い）モスクワ大公国は再びジョチ・ウルスの宗主権を認めざるを得なくなった。

## 背景
1359年のベルディ・ベクの死後、ジョチ・ウルスの右翼部に当たるバトゥ・ウルス（ロシア側からの呼称は青帳汗国）は極度の混乱状態に陥り、20年間で25人以上のハンが乱立する事態に陥った。1360年代後半にはキヤト氏族出身の有力者のママイがアブドゥッラー・ハンを擁立してバトゥ・ウルスの西半を統一したものの、ヴォルガ河以東までは進出することはできなかった。1380年、ママイはクリコヴォの戦いでドミートリー・ドンスコイに敗れ、間もなくカッファで暗殺された。
一方、1378年にはトカ・テムル家の出身でテムル（ティムール）の後ろ盾を得たトクタミシュが、ジョチ・ウルスの左翼部に当たるオルダ・ウルス（ロシア側からの呼称は白帳汗国）で即位を果たしていた。トクタミシュはママイの窮状を見てバトゥ・ウルスに進出し、これを併合してジョチ・ウルス（金帳汗国）の再統一を果たした。
トクタミシュはジョチ・ウルスの再統一を果たした1380年末、かつてクリコヴォの戦いでママイを破ったモスクワ大公国を含む、ルーシ諸公国に使者を派遣した。モスクワ大公国とトクタミシュはママイを共通の敵としていたため、この時点では対立関係にはなく、翌1381年春にモスクワは使者を派遣してトクタミシュの宗主権を認めた。ところが、同年夏にトクタミシュがモスクワに派遣したアク・ホージャはニジニ・ノヴゴロドに来たところでモスクワがトクタミシュに対して税を支払う意思がないことを知って引き返し、報告を聞いたトクタミシュは「臣下の義務」を果たそうとしないモスクワに対して出兵準備を始めた。

## 包囲戦
モスクワを攻撃すべく出撃したトクタミシュに対し、他のルーシ諸侯は協力体制を取った。ニジニ・ノヴゴロド公ドミートリー・コンスタンチノヴィチは息子ヴァシーリーとセミョンをトクタミシュの下に参上させ、またリャザン公オレーグはオカ川を渡るための浅瀬の位置を教えた。これを知ったモスクワ大公ドミートリー・ドンスコイは首都モスクワを放棄して直接対決を避ける道を選んでコストロマーに向かい、モスクワ防御の指揮はアルギルダスの孫にあたるリトアニアのオスチェイ公に委ねられた。トクタミシュはセルプホフを占領した後、8月23日にモスクワを包囲したが、ロシア史上初めて銃火器を使用したモスクワ人によって攻撃は撃退された。
3日に渡りモスクワを包囲したものの攻めあぐねたトクタミシュは、配下のルーシ諸侯を利用してオスチェイ率いるモスクワ軍をおびき出す策を考えた。トクタミシュは「あくまでドミートリーの捜索が目的であり、モスクワを荒廃させるつもりはない」と述べてスーズダリやニジニ・ノヴゴロド諸侯らにモスクワ軍に投降するよう説得させ、スーズダリらの説得を受けたオスチェイは城門を開けて投降した。ところが、トクタミシュは事前の約束を破ってオスチェイを殺してモスクワを掠奪し、約2万4千人の死者を出した。

## 影響
この敗北により、モスクワ大公国は引き続きジョチ・ウルスの支配権を認めざるを得ず、98年後のウグラ河畔の対峙に至るまでジョチ・ウルスによるルーシ諸公国の間接支配体制は続いた。トクタミシュはモスクワでの勝利に続いて翌年にはリトアニアをポルタヴァで破り、東はバルハシ湖から西はクリミア半島に至る広大なジョチ・ウルス領を再統一した。しかし、トクタミシュはティムールと敵対して敗れたことで没落し、トクタミシュによるジョチ・ウルス再統一は長く続かなかった。
一方、モスクワはトクタミシュの掠奪によって打撃を受けたものの、ドミートリー・ドンスコイがいち早く逃れたことでモスクワ大公国全体での被害は比較的少なかった。この戦いにおけるドミートリー・ドンスコイの行動は後世の歴史家によって評価が分かれており、「大公の首都放棄はトクタミシュに対抗するための戦術的撤退」と見る説と、「タタール（モンゴル）に対する屈辱的な逃亡」と見る説の、二通りの見解が存在する。